# Neuendorf 15 (Quedlinburg)

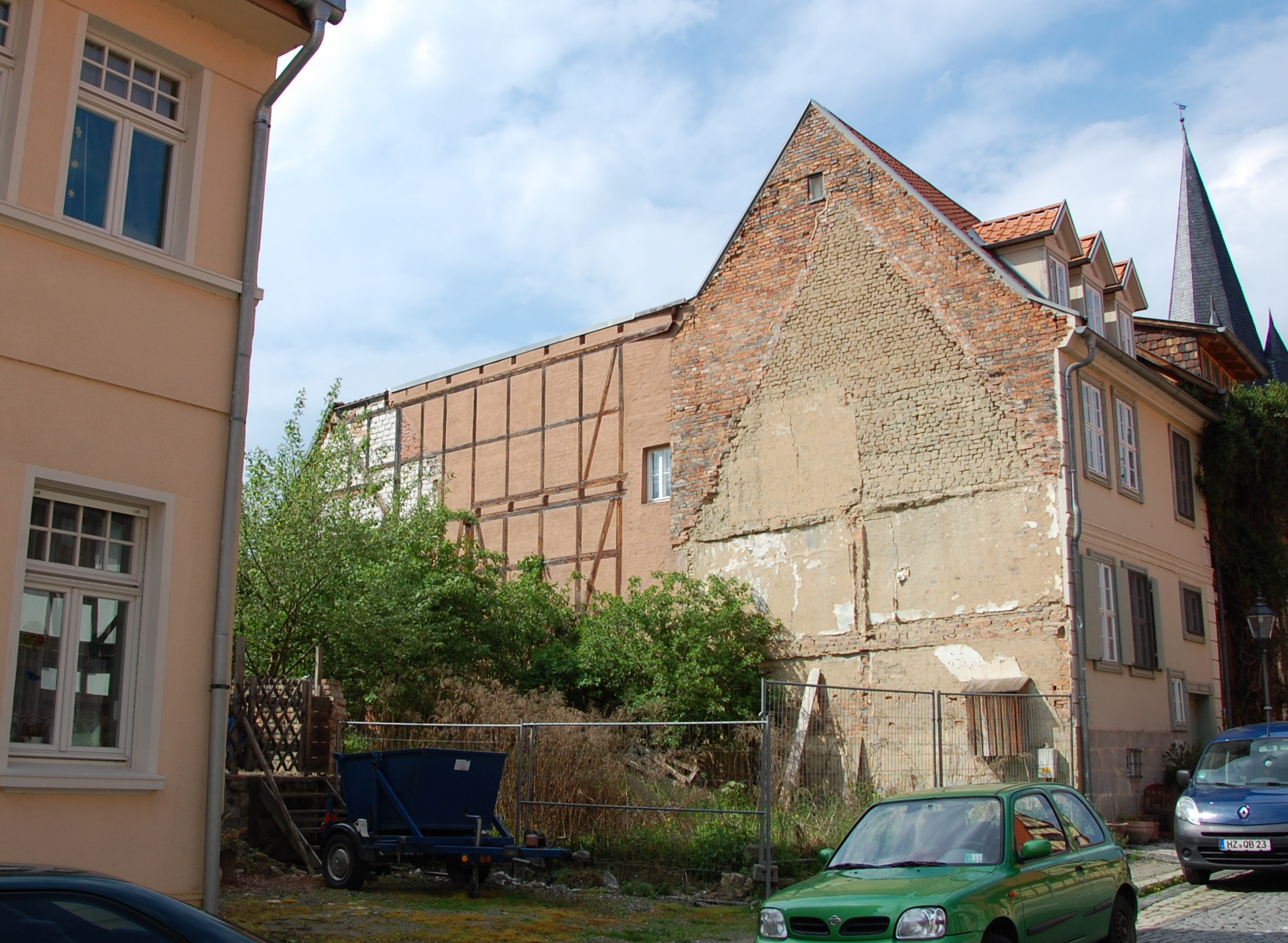
Grundstücke Neuendorf 15 und 16 im Jahr 2013

Das Haus Neuendorf 15 war ein denkmalgeschütztes Gebäude in der Stadt Quedlinburg in Sachsen-Anhalt. 

## Lage
Es befand sich nordwestlich des Marktplatzes der Stadt auf der Westseite der Straße Neuendorf und gehörte zum UNESCO-Weltkulturerbe. Das Gebäude war im Quedlinburger Denkmalverzeichnis als Wohnhaus eingetragen. Nördlich grenzte das gleichfalls denkmalgeschützte, jedoch ebenfalls nicht erhaltene Haus Neuendorf 16 an.

## Architektur und Geschichte
Das kleine zweigeschossige, schlichte Fachwerkhaus entstand in der Zeit um 1680 und war weitgehend ohne Verzierungen. Im späten 19. Jahrhundert erfolgte ein Umbau. In diesem Zusammenhang entstand auch eine am Gebäude befindliche Profilbohle, Fenster und Fensterläden sowie die Hauseingangstür.
Ende des 20. Jahrhunderts stand das Haus leer und war sanierungsbedürftig. Es erfolgte dann im Jahr 2005 aufgrund einer Abrissverfügung wegen Einsturzgefahr der Abriss des Gebäudes.